# Морозова Ганна
Га́нна Моро́зова (1930, Київ — 2019) — праведник народів світу. Разом із матір'ю Євдокією Григорівною Михайловою під час окупації Києва в німецько-радянській війні переховували родину євреїв Константиновських, спочатку в Києві, а потім — у Сквирі.

## Життєпис
Батьки Ганни працювали у театрі Оперети. Їхня родина мешкала у Києві у приватному будинку на вул. Урицького, 129.
До війни мати Ганни — Євдокія — одного разу захворіла на зараження крові. Доктор Марія Ісаківна Константиновська завідувала гінекологічним відділенням лікарні Калініна, де лікувалась Євдокія. Ця жінка врятувала мати Ганни від смерті. Після цього їхні родини почали дружити. Дочка Марії Константиновської — Шеля — була ровесницею Ганни, вони також потоваришували.
19 вересня 1941 року окупаційні німецькі війська увійшли до Києва, а вже за 10 днів — 29 вересня — євреям та ромам Києва було наказано з'явитись на розі вул. Мельникова та Дегтярівської, звідки їх мали вести на розстріл до Бабиного Яру.
Коли нацисти повели євреїв до Бабиного Яру, Марія Ісаківна звернулася до друзів з проханням провести їх з дочкою в останній шлях. Вже на місці вона переконала одного з окупантів, що є українкою. Їх відпустили. Родина Морозових підтримувала їх, поки Константиновська намагалась отримати документи про те, що вона є українкою. Щоб одержати церковну метрику на доньку Марія Константиновська хрестила Шелю, але метрику одержати не вдалося, оскільки в церкві не було бланків. Весь цей час родина Константинівських ховалась, зокрема в саду приватного будинку Євдокії Григорівни Михайлової. Ганна, якій було на той час 12 років, гуляючи біля воріт, стежила за сторонніми.
Коли все владналось із документами, родина Михайлових продовжувала переховувати Константиновських у себе, пізніше вони відправили їх до бабці Ганни, у Сквиру. Ближче до звільнення Києва Константиновські повернулись, але оскільки їхня квартира була зайнята, вони оселилися у Ганни та її матері в будинку.
Окупація Києва тривала 778 днів, він був звільнений у листопаді 1943 року.
Після війни Ганна Морозова — отримала освіту інженера, працювала художником-постановником у театрі.
Марія Константиновська після війни працювала лікарем. Померла вона 1956 року. Її донька Шеля вийшла заміж, взяла прізвище Поліщук, працювала інженером-конструктором, померла 2000 року.

## Відзнаки
Ганна Морозова 6 лютого 1992 отримала звання «Праведник народів світу».
У 2008 нагороджена орденом «За заслуги» III ступеня.

## Пам'ять
У 2017 році Ганна Морозова стала героїнею однієї із серій документального фільму «Слово Праведника», який розповідає про українців, які рятували євреїв під час Другої світової війни.